# Письменский
Письменский — упразднённый хутор в Тарасовском районе Ростовской области. На момент упразднения входит в состав Курно-Липовского сельского поселения. В 1999 году исключен из учётных данных.

## География
Располагался на юго-востоке района, в истоке реки/балки Лиманец (приток реки Большой Калитвенец), на расстоянии приблизительно в 5 км (по прямой) к югу от посёлка Изумрудный.

## История
По данным на 1926 год выселок Письменский состоял из 14 хозяйств. В административном отношении входил в состав Колушкинского сельсовета Тарасовского района Шахтинско-Донецкого округа Северо-Кавказского края.

## Население
По данным переписи 1926 года на выселках проживало 84 человека (38 мужчин и 46 женщин), из которых украинцы составляли 100 % населения.